# Incident des auto-immolations de la place Tian'anmen
Pour un article plus général, voir Falun Gong.
L’incident des auto-immolations de la place Tian'anmen a eu lieu le 23 janvier 2001, à la veille du Nouvel An chinois, place Tian'anmen au centre de Pékin. Cet incident est controversé : les sources provenant du gouvernement chinois ont annoncé que les cinq personnes qui ont essayé de s’immoler étaient pratiquants de Falun Gong, une discipline spirituelle qui est interdite et réprimée en Chine continentale. Les sources de Falun Gong contestent cette affirmation en soulignant que leurs enseignements interdisent toute violence ou suicide. Plusieurs journalistes et universitaires occidentaux ont également noté des incohérences dans la version du gouvernement chinois de l'incident qui ont conduit beaucoup parmi eux à croire à une mise en scène du gouvernement chinois pour discréditer le Falun Gong et retourner l’opinion publique contre cette pratique,,.
Selon les médias d'état chinois, sept personnes sont venues à Pékin depuis la province du Henan. Cinq d'entre elles ont tenté de s'immoler. L'une d’eux, Liu Chunling, est décédée sur place dans des circonstances controversées, tandis que sa fille de douze ans, Liu Siying, est morte à l'hôpital presque un mois plus tard, également dans des circonstances mystérieuses. Trois des cinq personnes qui se sont immolées ont survécu, deux autres des sept personnes ont été arrêtées avant de le faire. L'incident a été couvert par les médias internationaux, et une émission spéciale a été diffusée en Chine une semaine plus tard par la chaîne nationale d’état CCTV. Dans les médias chinois, l'incident a été utilisé comme preuve du « danger » de Falun Gong et pour légitimer la campagne de répression.
La version officielle de l’incident des événements a été rapidement mise en doute. Deux semaines après les auto-immolations, le Washington Post a publié les résultats de l’enquête sur l'identité des auto-immolés, prouvant qu’au moins deux des personnes décédées n’étaient pas pratiquantes de Falun Gong et que « personne ne les a jamais vu pratiquer le Falun Gong ».» D'autres preuves présentées par des journalistes et observateurs internationaux suggèrent que les autorités chinoises étaient au courant à l’avance des auto-immolations.
Human Rights Watch a noté que l'incident était parmi l'un des plus difficiles à couvrir pour les journalistes à Pékin à cause du manque d'information indépendante. Seuls les journalistes des médias d’état chinois ont pu approcher les victimes des auto-immolations. Ni les médias internationaux, ni même les membres de leur famille n’ont eu le droit de les contacter. Une grande variété d'opinions et d'interprétations de l’incident est apparue : l'événement a pu être une mis en scène par le gouvernement pour discréditer le Falun Gong ; les immolés auraient pu être de tout « nouveaux » pratiquants de Falun Gong, etc.
La campagne de propagande d'état qui a suivi l'événement a changé l’opinion favorable des Chinois envers le Falun Gong. Comme l’a noté le magazine Time, de nombreux chinois trouvaient que le Falun Gong ne représentait pas de menace réelle, et que la répression de l'Etat était allée trop loin. Toutefois, après les auto-immolations, la campagne médiatique contre le mouvement a pris une très grande ampleur. Des affiches, des tracts et des vidéos détaillant les présumés effets néfastes de Falun Gong ont été émis, et des classes régulières anti-Falun Gong ont été introduites dans les programmes scolaires,,. CNN a comparé cette propagande d’état chinois à des campagnes du passé, telles que celles menées pendant la guerre de Corée ou la Révolution culturelle. L'année suivant l'incident, le nombre de cas d’emprisonnement, de torture et de décès de pratiquants de Falun Gong en détention a considérablement augmenté.

## Contexte

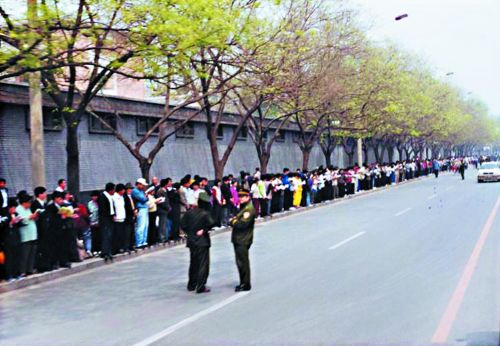
En avril 1999, les pratiquants de Falun Gong manifestent pacifiquement en face du Bureau central des pétitions à côté du quartier gouvernemental de Zhongnanhai à Pékin. Ils demandent à mettre fin à leur harcèlement par les autorités chinoises. Peu de temps après, une persécution à l'échelle nationale a été lancée.

Falun Gong, également appelé Falun Dafa, est une forme de discipline spirituelle du Qi Gong qui réunit la pratique d'exercices et de méditation avec une philosophie morale basée sur les traditions bouddhiste et taoïste. La méthode a été présentée en public au printemps 1992 dans le nord-est de la Chine, et à la fin des années 1990 elle compte des dizaines de millions de pratiquants,. Le Falun Gong bénéficie d'abord de l’approbation officielle et du soutien des organismes gouvernementaux chinois. Cependant, au milieu des années 1990, les autorités chinoises essayent de contrôler la croissance des pratiques de Qi Gong, en adoptant des exigences plus strictes envers ses diverses formes pratiquées dans le pays,. En 1996, le Falun Gong est de plus en plus critiqué et sujet de surveillance de l'appareil de sécurité chinois.
Le 25 avril 1999, plus de dix mille pratiquants de Falun Gong se rassemblent en face du Bureau central des pétitions situé à côté du quartier gouvernemental et siège du Parti communiste chinois de Zhongnanhai à Pékin. Ils demandent une reconnaissance juridique,. Le soir même, Jiang Zemin, alors chef du Parti communiste, prend la décision d'éradiquer le Falun Gong. Le 7 juin 1999, sous la direction de Jiang, un groupe spécial est créé au sein du Comité central du parti pour mettre en œuvre la répression. Par la suite, une organisation nommée Bureau 610 est créée pour assurer la coordination quotidienne de la couverture médiatique de la campagne anti-Falun Gong par les médias d’État, ainsi que pour superviser d'autres organes de l'État-Parti, incluant les tribunaux et les organismes de sécurité ,. Le 19 juillet, le Comité central du Parti communiste émet un document interdisant la pratique du Falun Gong. Le lendemain même, des centaines de pratiquants sont arrêtés par les forces de sécurité. 
La place Tian'anmen – lieu de plusieurs grandes manifestations historiques – est l'un des principaux endroits où les pratiquants de Falun Gong ont protesté contre la répression. Ces protestations se présentaient comme des « appels » pacifiques effectués habituellement sous forme de déploiement de bannières ou de « sit-in » de méditation. Durant le seul jour du 1er janvier 2001, sept cents pratiquants de Falun Gong sont arrêtés lors d'une manifestation sur cette place.  
Les autorités chinoises ont mené un combat tout au long des premières années de la répression pour retourner l'opinion publique contre le Falun Gong. Cependant, la campagne a suscité les critiques d'un large spectre de la société chinoise - certains commentateurs faisant même des comparaisons avec la Révolution culturelle et le traitement des juifs en Allemagne nazie. Selon Human Rights Watch, « la frustration du leadership à la suite de l'échec de ses efforts pour démanteler rapidement et complètement le Falun Gong se reflétait dans sa campagne médiatique. » Fin 2000, les médias d'État admettent que le Falun Gong continue à organiser des manifestations en défiant l’interdiction, et proclament que « les grandes masses populaires devraient comprendre la durée, la complexité et la férocité de notre bataille contre le Falun Gong ». Début janvier 2001, les autorités chinoises lancent une nouvelle vague de propagande pour discréditer le Falun Gong.

## L’incident
Le 23 janvier 2001, à la veille du Nouvel An chinois, cinq personnes se versent de l'essence sur leurs vêtements et s'immolent par le feu place Tia'nanmen,.
Une équipe de tournage de CNN, qui effectuait sur place une visite de routine pour filmer une possible manifestation du Falun Gong, remarque un homme assis près du Monument aux Héros du Peuple au centre de la place. Il se verse de l'essence sur lui-même et y met le feu. Les policiers s'approchent rapidement en grand nombre et éteignent les flammes. Peu de temps après, quatre autres personnes s'immolent sur la place. L'une des quatre personnes, un homme, est arrêté et emmené dans un fourgon de police.
Selon les journalistes de la CNN présents sur place, il n’y avait pas d’enfant parmi les immolés. Cela ne correspond pas aux rapports ultérieurs des médias officiels, qui déclareront qu'il y avait une fillette de douze ans. L’équipe de CNN commence à filmer l’incident, mais est rapidement interrompue par la police militaire, qui arrête les journalistes et confisque leur caméra. Les policiers éteignent alors les flammes sur les vêtements des quatre autres personnes. Un fourgon de police arrive pour emmener l'homme grièvement brûlé, et deux ambulances arrivent presque 25 minutes plus tard pour emmener les quatre autres. La place est complètement fermée, et des mesures de sécurité très sévèrement appliquées le lendemain, jour le plus important des fêtes traditionnelles chinoises. Les policiers contrôlent l'accès du public à la place pour les célébrations du Nouvel An, avec des extincteurs à portée de la main, et empêchent les pratiquants de Falun Gong de déployer leurs bannières.
Une des immolés, Liu Chunling, serait morte sur place. Presque deux mois plus tard, le 17 mars, les médias d'état annoncent la mort de Liu Siying qui, selon ces médias, avait été hospitalisée avec de graves brûlures. Les trois autres auraient été « sévèrement défigurés ». Pékin a refusé les demandes de journalistes occidentaux d’interviewer les survivants, et seules CCTV et l’agence de presse Chine Nouvelle (Xinhua) ont été autorisées à parler à leurs familles ou leurs collègues,.

## Couverture par les médias chinois
L’agence Xinhua a diffusé les détails des auto-immolations aux médias étrangers seulement 2 heures après l'incident. Le 30 janvier, une semaine plus tard, Xinhua a distribué un communiqué complet en réponse à d'autres reportages des médias sur l'incident. Ian Johnson du Wall Street Journal était sceptique à cause de la rapidité avec laquelle cet événement a été couvert. Il a observé que les médias d'état « ont rapporté le décès de la victime avec un empressement inhabituel, ce qui impliquait soit que le décès en question avait eu lieu avant le moment annoncé, soit que les médias, par ailleurs prudents, avaient reçu l’approbation des plus hautes instances pour lancer les rapports électroniques et les communiqués télévisés. Les informations locales de 19 h, par exemple, présentaient déjà un reportage vidéo sur Changde, la ville natale de M. Tan, une petite ville de la province du Hunan. La plupart des reportages du soir sont examinés à midi, l’émission quotidienne diffuse donc rarement des reportages le jour même, encore moins lorsqu’un événement s’est produit à midi et nécessite des informations transmises par satellite provenant de régions du pays relativement éloignées. »
Le 31 janvier, une semaine après le Nouvel an chinois, quand les familles sont rassemblées, beaucoup étaient branchées après le repas sur l’émission télévisée d’informations « Focus » qui a présenté une édition spéciale de 30 minutes contenant la version officielle de l’incident. CCTV a diffusé des images de cinq personnes en flammes qui ont été prises, selon CCTV, par des caméras de surveillance placées à proximité des victimes.
Les autorités chinoises ont affirmé que les cinq personnes qui avaient voulu s’immoler place Tian'anmen provenaient toutes de la ville de Kaifeng dans la province du Henan. L'agence Xinhua a affirmé que les immolés étaient de « fervents pratiquants » du Falun Gong qui avaient commencé à pratiquer entre 1994 et 1997, et qu'ils avaient rêvé, la semaine précédente, « comme ce serait merveilleux d'entrer au ciel ». Six d'entre eux aurait pris le train le 16 janvier et auraient rencontré Chen Guo, la fille de l'un d'entre eux, à leur arrivée à Pékin. Ces cinq personnes sont convenues de s’immoler à différents endroits de la place le jour prévu à 14 h 30, avec de l'essence apportée en cachette dans des bouteilles en plastique de soda. Chacun avait deux briquets au cas où l’un ne marche pas. Un communiqué de presse du gouvernement chinois a affirmé que Liu Yunfang pensait que les policiers pourraient empêcher son immolation parce qu'il n'avait pas atteint le « niveau spirituel approprié ».
Les articles dans le Yangcheng Evening News et le Southern Daily ont rapporté que la police avait des preuves que plusieurs journalistes étrangers étaient au courant de l’incident à l’avance, et ont suggéré que ces journalistes pourraient être accusés « d’incitation et de complicité à un suicide »,. Les médias d'état ont affirmé que les caméras de surveillance avaient enregistré six ou sept journalistes de CNN, d'Associated Press (AP) et de l’Agence France-Presse (AFP) arrivant sur place seulement dix minutes avant les auto-immolations. Cependant, les trois agences ont nié avoir été au courant de l’incident à l’avance. AP et l’AFP ont dit qu'ils n’avaient aucun journaliste sur place au moment de l’incident, tandis que Eason Jordan, alors responsable des informations de CNN, a déclaré que l'équipe de CNN était là pour le cas où il y aurait eu une quelconque manifestation de Falun Gong.

## Réponse de Falun Gong
Tout de suite après les auto-immolations, le Centre d’information du Falun Dafa a rejeté toute possibilité que les immolés aient pu être des pratiquants de Falun Gong, en soulignant avec insistance que les enseignements du Falun Gong n’autorisent aucune forme de violence ou suicide, et que le suicide est considéré comme un péché.
Parmi les questions soulevées par le documentaire Feu mensonger figurent les circonstances des décès des immolées Liu Chunling et sa fille. Une analyse au ralenti d’une séquence d’un programme de CCTV montre que Liu ne serait pas morte de ses brûlures, comme l’affirmait la version de l’agence Xinhua, mais d’un coup mortel sur la tête donné avec ce qui ressemble à une barre de métal par un homme en manteau militaire,.

## Conclusions de tiers
L’identité de certains des immolés et leur relation avec le Falun Gong ont été mises en question dans une enquête menée par le journaliste et écrivain Philip Pan, dont les résultats ont été publiés dans le Washington Post. L’agence Xinhua a rapporté que la mère adoptive de Liu Chunling avait parlé de « l'obsession du Falun Gong » de sa fille et de sa « vénération pour Li Hongzhi », ainsi que du fait que Liu Chunling enseignait le Falun Gong à sa petite fille. Toutefois, deux semaines après l'incident d’auto-immolations, Philip Pan s’est rendu à Kaifeng, la ville natale de Liu Chunling et sa fille qui étaient décédées dans des circonstances liées à cet incident. Philip Pan a interrogé les voisins et les proches des immolées et a constaté que Liu Chunling travaillait dans une boîte de nuit, était payée pour tenir compagnie aux hommes et battait sa mère adoptive et sa propre fille. Personne ne l'a jamais vu pratiquer le Falun Gong. Selon David Ownby, historien à l'Université de Montréal et expert du Falun Gong, l’image de Liu Chunlin découverte par Philip Pan est complètement incompatible avec l’image type d'un pratiquant de Falun Gong.
L’identité des immolés de la place Tia'nanmen a également été mise en question par une productrice des programmes de CNN qui était sur les lieux. Bien que le gouvernement chinois ait affirmé que Liu Siying, âgée de douze ans, s'était immolée à l'instigation de sa mère, la productrice de CNN a affirmé qu'elle n’avait vu aucun enfant parmi les immolés.
Plusieurs observateurs ont noté que les journalistes étrangers n'ont pas été autorisés à interviewer les victimes qui se rétablissaient dans les hôpitaux. Selon David Ownby, même les parents des victimes n'étaient pas autorisés à leur parler. Comme l'a écrit Philip Pan, « Pékin a refusé les demandes d'interview de Liu Siying et des trois autres survivants, qui étaient tous hospitalisés. Un responsable de Kaifeng a dit que seules CCTV et l’agence de presse officielle Xinxua avaient été autorisées à parler à leurs familles ou à leurs collègues. Un homme qui a ouvert la porte au domicile de Liu, a soumis mes questions au gouvernement. » Cependant, les survivants ont été interviewés par les médias d’état. Au cours d’une de ces interviews, CCTV a posé des questions à Liu Siying, âgée de douze ans. Des sources gouvernementales ont annoncé que Liu Siying avait subi une trachéotomie peu de temps avant l'interview. En s’exprimant à travers les médias officiels, elle aurait confié que sa mère lui avait dit de s’immoler par le feu pour atteindre le « royaume d'or céleste » ; Danny Schechter doute que l'enfant ait pu parler aux médias chinois si tôt après avoir soi-disant subi une trachéotomie, cependant on entendait Liu Siying parler clairement et chanter lors de l'interview.
Danny Schechter a également attiré l'attention sur le fait que l'agence Xinhua a diffusé une déclaration sur les auto-immolations pour les médias étrangers seulement quelques heures après l'incident. Il a noté que ce fait était inhabituel car les reportages sur des sujets sensibles ne sont presque jamais rapidement diffusés. La procédure habituelle prévoit leur approbation par plusieurs responsables de l'État-Parti avant la diffusion. Ian Johnson du Wall Street Journal a également noté que les médias d’état « ont rapporté le décès de la victime avec un empressement inhabituel, ce qui impliquait soit que le décès en question avait eu lieu avant le moment annoncé, soit que les médias par ailleurs prudents avaient reçu l’approbation des plus hautes instances pour lancer les rapports électroniques et les communiqués télévisés. Les informations locales de 19 h, par exemple, présentaient déjà un reportage vidéo sur Changde, la ville natale de M. Tan, une petite ville de la province du Hunan. La plupart des reportages du soir sont examinés à midi, l’émission quotidienne diffuse donc rarement des reportages le jour même, encore moins lorsqu’un événement s’est produit à midi et nécessite des informations transmises par satellite provenant de régions relativement éloignées du pays. »
Des questions ont été également posées sur la provenance des images vidéo de l’incident, ainsi que sur la rapidité avec laquelle les équipes de tournage sont apparus sur les lieux. Les médias d’état chinois ont affirmé que dans sa bande vidéo, les cadres en gros plan provenaient de la vidéo confisquée à CNN. Cependant, les représentants de CNN ont affirmé que c’était impossible car leurs journalistes avaient été arrêtés presque immédiatement après le début de l’incident. Philip Pan du Washington Post doutait également de la position des caméras et du fait que les cadres en gros plan diffusés par la télévision chinoise avaient été pris sans intervention de la police. « Dans certains cas, la caméra est clairement derrière les barrières de police », a constaté l’article du Washington Post. En outre, les images prises par des caméras de surveillance montraient un homme en train de filmer l’incident de près avec une petite caméra qu’il tenait à la main, plutôt qu’avec une grande caméra habituellement utilisée pour des reportages télévisés.
Le journal australien The Age a noté que « la disponibilité sur place des extincteurs et des équipes officielles de la télévision, ainsi que le manque de vérification de l’identité des victimes » ont soulevé la question : les autorités étaient-elles au courant des auto-immolations à l’avance ? Les agents de police à la place Tian'anmen n’ont habituellement pas de matériel de lutte contre l’incendie, et le bâtiment le plus proche se trouve à dix minutes. Pourtant, les policiers sont apparus sur les lieux des auto-immolations en 90 secondes équipés de nombreux outils de lutte contre l’incendie. Un journaliste européen a été cité, ayant dit : « Je n'ai jamais vu de policiers patrouillant sur la place Tian'anmen avec des extincteurs. Comment se fait-il qu’ils sont tous là aujourd'hui ? Le lieu de l'incident se trouve à au moins vingt minutes aller-retour de l’immeuble le plus proche - le Palais de l'Assemblée du Peuple. S'ils avaient dû se précipiter par là pour amener les outils, il aurait été trop tard. » John Gittings du Guardian offrait quand-même une explication alternative en notant que dans beaucoup de pays il est assez courant de garder à disposition des cadreurs de police quand on attend des troubles d’ordre public ; les policiers ont utilisé de petits extincteurs du type qu’on trouve dans les véhicules de transport public qui sont régulièrement présent sur la place, bien que les séquences vidéo montrent qu’à proximité il n’y avait que deux véhicules de police normalement équipés d’extincteurs.

## Controverse
Après l'incident, les raisons de l’action des immolés restent l'objet de la controverse entre les représentants du Falun Gong, de l'État-Parti chinois et d'autres observateurs.
L’impossibilité d’obtenir d’une source indépendante la confirmation des affirmations du gouvernement chinois, constitue un obstacle majeur à l’obtention d’une évaluation définitive de l'incident. Selon Human Rights Watc], l’absence d'information indépendante a fait de l’incident un des cas les plus difficiles à couvrir pour les journalistes à Pékin. Le New York Times a déclaré que les affirmations contradictoires étaient difficiles à évaluer étant donné « la propagande provenant des pôles apparemment opposées du monde... d'autant plus que ce qui restent des pratiquants de Falun Gong ont été poussés dans la clandestinité. »
Les résultats de l’enquête de Philip Pan, ainsi que d'autres incohérences relevées par les organisations de Falun Gong, ont amené certains journalistes et observateurs à penser que l’incident des auto-immolations n’était pas aussi simple que sa version présentée par les médias officiels chinois. Ann Noonan de la Fondation pour la recherche sur le laogaï a déclaré dans le magazine National Review que le fait que le gouvernement ait mis en scène les auto-immolations ou a permis qu’elles se produisent n’était pas « une hypothèse tirée par les cheveux », car le gouvernement a juré d'écraser cette pratique avant les célébrations du quatre-vingtième anniversaire du Parti communiste en juillet 2001.
Dans son livre sur le Falun Gong publié en 2001, le journaliste Danny Schechter en se basant sur des preuves provenant des sources du Falun Gong, de Philip Pan et des entretiens avec d'autres journalistes, conclut que les auto-immolations ont été orchestrées par le gouvernement chinois. Béatrice Turpin, la correspondante de l'Associated Press Television en Chine, a dit au sujet des auto-immolations « pendant le dernier Nouvel An chinois, il y avait un grand brouhaha autour des protestations du Falun Gong et autour des images montrant des policiers tabassant les pratiquants ; ainsi cela correspondra définitivement à la stratégie typique de la Chine de mettre en scène un événement cette année [2001] et en faire leur propre spectacle ».
En examinant les différentes versions d’identité des victimes, l'historien David Ownby conclut que « bien que les arguments des pratiquants de Falun Gong semblent convaincants, il est très difficile d'arriver à une conclusion définitive sur les auto-immolations... Il y a des gens désespérés en Chine (et ailleurs) qui feraient n'importe quoi pour de l'argent (cet argent irait dans ce cas, comme on peut le penser, à leurs familles, à moins que les autorités n’aient promis de les sauver avant que les flammes puisse leur faire du mal). Ou l'incident aurait pu être mis en scène dans son ensemble. Toutefois, il semble également possible que ceux qui se sont immolés auraient pu être des pratiquants débutants ou ignorants de Falun Gong, auraient découvert et pratiqué le Falun Gong par eux-mêmes (et mal) pendant la période de répression et, pour une raison ou une autre, auraient décidé de faire un sacrifice ultime », bien qu’il soit difficile d’imaginer un tel acte de fanatisme de la part d’un « débutant ou d’un ignorant ». De plus, selon la version du gouvernement, les immolés étaient des « fervents pratiquants » de Falun Gong qui avaient commencé à pratiquer entre 1994 et 1997.
D'autres militants des droits de l'homme ont émis l’hypothèse que les cinq personnes se sont immolées pour protester contre la répression du Falun Gong par le gouvernement.  
Le magazine Time a noté une certaine confusion autour des points de vue divergents sur les auto-immolations, en émettant aussi l'hypothèse que le « manque de solidarité » dans le Falun Gong a contribué au sentiment de désespoir des pratiquants de Chine continentale qui pouvaient croire perdre le contact avec leur leadership en exil. John Gittings, le journaliste du Guardian, a signalé que certains observateurs admettaient la possibilité que les immolés aient agi par désespoir et confusion.
Certains observateurs ont émis l'hypothèse que si les participants étaient des pratiquants de Falun Gong, ils ont peut-être décidé de s’immoler à la suite de la publication le 1er janvier 2001 d'un nouvel écrit de Li Hongzhi intitulé « Être au bout de tolérance ». Un article rédigé par un ensemble de pratiquants de Falun Gong de Chine continentale et publié sur le site principal de Falun Gong, a noté que l'écrit avait créé une confusion chez certains pratiquants de Falun Gong et « dans la société », et que certaines personnes se demandaient si le Falun Gong allait recourir à la violence pour résister à la persécution. Les auteurs de l’article ont écrit que cela ne se produirait pas, car la violence serait à la fois contre-productive et contraire aux enseignements de la pratique. Un porte-parole du Falun Gong a précisé que l'écrit signifiait simplement qu'il était temps de « clarifier la vérité » sur les violations des droits de l'homme commises par le gouvernement chinois.
Toutefois, John Gittings a suggéré que l'écrit aurait pu créer une confusion parmi les pratiquants de Falun Gong, en particulier en Chine continentale. Matthew Forney a écrit dans le magazine Time que le message de Li Hongzhi s'était propagé en Chine via Internet et des réseaux informels de pratiquants et a émis l'hypothèse qu'il aurait pu galvaniser les pratiquants les plus radicaux. David Ownby a écrit qu'il avait trouvé ce bref message « difficile à interpréter » : en surface, l'écrit semblait « appeler aux armes » contre ceux que Li Hongzhi décrit comme des « êtres pervers qui n'ont plus de nature humaine ni de pensées droites ». Pourtant David Ownby a constaté qu’aucun des pratiquants à qui il avait parlé n’avait interprété l'écrit comme le « feu vert » pour une action violente. Par contre, les pratiquants l’ont interprété comme un message disant qu’ils pouvaient résister à la répression sans ressentir de culpabilité ; ils pouvaient arrêter « de se rendre tout simplement à la police dès le début d'une confrontation. Ils pouvaient fuir, s’organiser, bref, ils étaient libres de toutes contraintes que l’observation de « tolérance » leur imposait auparavant. » Dans son interview au Washington Post, David Ownby a noté que Li Hongzhi n’approuvait le suicide dans aucune de ses récentes déclarations, « mais qu’un pratiquant qui est arrivé au bout de souffrance en Chine, pourrait certainement voir [cet écrit] comme une approbation au martyre, et peut-être choisir ses propres moyens pour le devenir.

## Les conséquences

### Effet de la campagne médiatique sur l'opinion publique
La couverture médiatique massive de l'État-Parti a conduit à l’approbation grandissante de la répression contre le Falun Gong et l’érosion du soutien de l'opinion à ce mouvement. Comme le note le magazine Time, avant l'incident d'auto-immolations, de nombreux chinois estimaient que le Falun Gong ne représentait pas de vrai danger et que la persécution par l'État-Parti allait trop loin. Cependant après l'incident, la campagne médiatique contre le Falun Gong a fait beaucoup d’émules en Chine. Un diplomate occidental a confié que les chinois ayant soutenu le Falun Gong ont commencé à se mettre du côté du gouvernement.
L’incident d'auto-immolations a reçu une couverture très importante dans les médias officiels chinois, qui a pris, selon des analystes, une forme de propagande. Selon Philip Pan, l'État-Parti « a lancé une campagne tout azimuts en utilisant l'incident pour prouver que le Falun Gong est une secte dangereuse, et pour retourner l'opinion publique en Chine et à l'étranger contre le mouvement... Chaque matin et soir, les médias contrôlés par l'État lancent de nouvelles attaques contre le Falun Gong et son leader Li Hongzhi qui est aux États-Unis. » Des affiches, des tracts et des vidéos détaillant les présumés effets néfastes du Falun Gong ont été émis. Le message le plus efficace a cependant été véhiculé par les émissions télévisées. En particulier, l'État-Parti a montré des images du corps apparemment brûlé d’une petite fille de douze ans et en a fait le cœur de la campagne de discrétisation du Falun Gong. Cela a convaincu de nombreux chinois. Le New York Times a rapporté que les chinois ont été « bombardés par des images de l’incident dans les émissions télévisées et les journaux. » Dans les écoles chinoises, des classes régulières anti-Falun Gong ont été introduites. Huit millions d'élèves se sont joints à « l’action anti-sectaire à travers le pays des communautés de jeunesse civilisée. » Douze millions d'enfants ont dû soumettre des écrits désapprouvant la pratique.
Un mois après l'incident de la place Tian'anmen, les autorités ont publié un document intitulé « L'histoire complète de l'incident d'auto-immolations créé par les pratiquants de Falun Gong place Tian'anmen », contenant des photos en couleur des corps carbonisés. Le « Bureau pour la prévention et la gérances des sectes perverses » du Conseil des affaires de l'État a déclaré après l'incident qu'il était prêt à former un front uni dans la lutte mondiale anti-sectes. Des réunions ont été organisées dans les usines, les bureaux, les universités et les écoles, et les leaders religieux approuvés ont soumis leurs dénonciations du Falun Gong partout dans le pays. À Kaifeng, le bureau de poste a émis un cachet anti-Falun Gong, tandis que 10 000 personnes ont signé une pétition dénonçant le groupe.

## Impact sur la résistance de Falun Gong
L'incident des auto-immolations et la campagne médiatique acharnée de l'État-Parti qui l’a suivi, demandait à adapter la tactique de résistance du Falun Gong. Selon le journaliste Ethan Gutmann, la place Tian'anmen, placée sous stricte surveillance, a été rendue inutilisable comme lieu de protestations ; les manifestations quotidiennes du Falun Gong à Pékin ont presque complètement cessé. Selon Human Rights Watch, les pratiquants seraient arrivés à la conclusion que « les protestations ont perdu leur utilité pour dénoncer les abus en Chine ou pour informer les gens à l’étranger de l'innocence du Falun Gong. » Les pratiquants chinois d’outre-mer ont concentré leurs efforts de dénonciation du mauvais traitement des pratiquants en Chine en essayant d’en faire parler dans les rapports des organisations des droits de l'homme et des Nations unies, en organisant des marches de protestation et des grèves de la faim à l'extérieur de la Chine, et en rapportant les cas de violation des droits de l'homme sur les sites Web. En Chine, les pratiquants ont massivement utilisé les envois d’e-mails et la distribution directe de documentation pour « propager la vérité » et contrer les allégations de l'État-Parti à leur égard. Dans son communiqué de presse en août 2001, le Centre d’information du Falun Dafa, a mentionné ce changement de stratégie, en disant que les pratiquants en Chine « réussissent parfois aussi à poser de grandes affiches et banderoles dans les grandes artères publiques. Ils ont même installé des haut-parleurs sur les toits ou dans des arbres autour des camps de travaux forcés et dans les zones densément peuplées pour diffuser l’information sur les violations des droits de l'homme. »
Cinq personnes impliquées dans l'incident ont été jugées à huis clos mi-2001. Quatre personnes ont été condamnées à des peines allant de sept ans à la prison à vie. La cinquième personne, Liu Baorong, a été « exemptée de peine » car elle avait « reconnu son crime ». Bien que l'agence Xinhua ait décrit la procédure judiciaire comme un « procès public », le procès, long d'un mois, a été tenu en secret et n’a été ouvert au public qu’un court moment du dernier jour consacré principalement à la lecture du verdict. The Guardian a rapporté que déjà dans la matinée du dernier et « ouvert » jour du procès, l’agence Xinhua avait publié un rapport complet des verdicts ; le même jour, le Quotidien du Peuple, le porte-parole du Parti, avait aussi publié son propre éditorial. En 2002, les pratiquants de Falun Gong à Changchun ont réussi à diffuser la vidéo du film documentaire Feu mensonger à la télévision chinoise, en interrompant pendant 50 minutes les programmes d’une chaine télévisée. Liu Chengjun, un pratiquant de Falun Gong qui a piraté le programme diffusé par satellite, a été arrêté et condamné à la prison, où il est décédé 21 mois plus tard, probablement torturé à mort.